# クァベギ

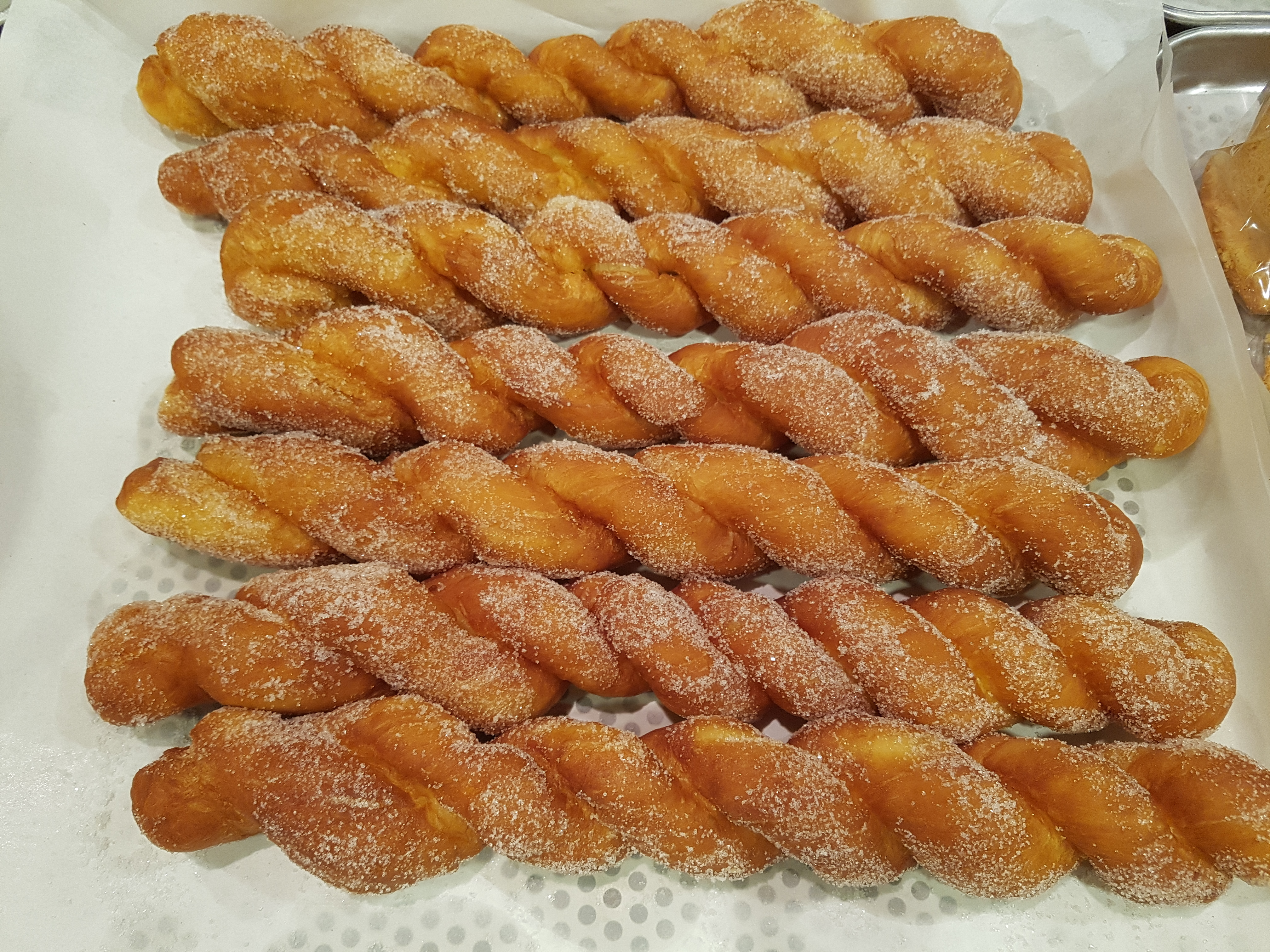
クァベギ

クァベギ（朝鮮語: 꽈배기）は韓国のツイストドーナツである。 小麦粉やもち米粉の生地を細く長く伸ばした後、2本に編んで油で揚げる。 砂糖と酒または酵母など膨張剤を混ぜて作り、こねる時に酢を少し入れることもある。
2020年代ごろは、色鮮やかなクリームやフルーツで飾ったクァベギが若者を中心に人気を集めた。日本でもドーナツブームに乗って人気を呼び、ローソンの「韓国風ドーナツ クァベギ(クッキー&クリーム)」（2023年10月発売）や、ファミリーマートの「TWICEのストロベリークァベギ」（2024年11月発売）のように、コンビニでの取り扱い例も出てきた。

## 画像ギャラリー

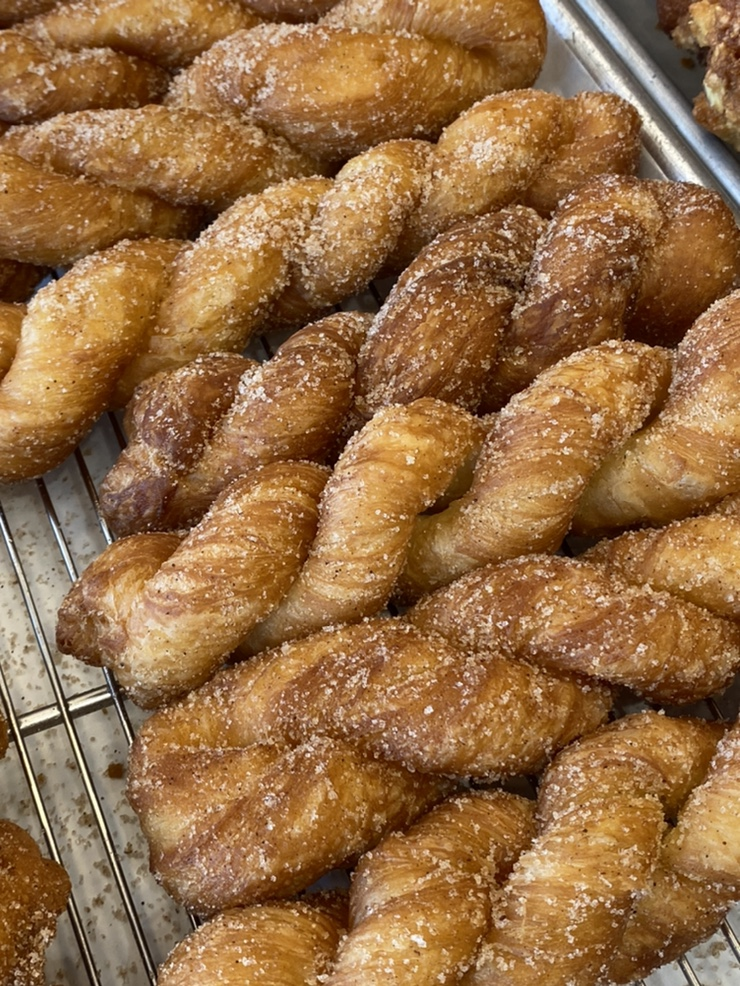
ペストリークァベギ
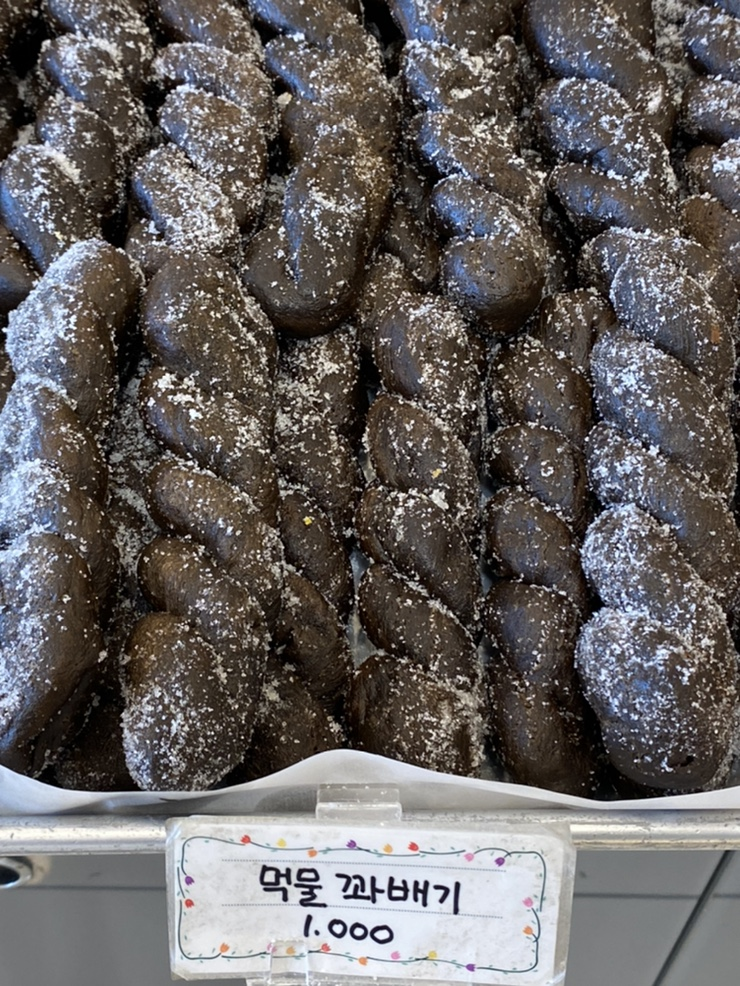
イカ墨クァベギ